# Pontania vesicator
Pontania vesicator is een vliesvleugelig insect uit de familie van de bladwespen (Tenthredinidae). De wetenschappelijke naam van de soort is voor het eerst geldig gepubliceerd in 1849 door Johann Jacob Bremi-Wolf.